# リングテイル科
リングテイル科（Pseudocheiridae）は、樹上性の有袋類の科で、17種の現生種が属す。オーストラリアとニューギニアの森林・灌木地に生息する。

## 特徴
外見はブーラミス科に似るがサイズがより大きい。とはいえ小型哺乳類の部類に入り、最大種でもネコ大である。体重は200g～2kg。前足、後足ともに、後ろ向きに付いている第1指によって、ものをつかむことができる。フクロムササビを除き、尾で木の枝などを掴むことができる。夜行性で、大きな目を持つ。
すべての種がほぼ完全な葉食性である。硬く繊維質の葉を消化するため、長い盲腸を持ち、中には葉を発酵させるバクテリアが住む。ウサギのように糞食を行い、2度消化することで多くの栄養分を得る。歯はすりつぶし型臼歯を持ち、下顎犬歯がない。歯式は
{\displaystyle {\tfrac {3.1.3.4}{2.0.3.4}}}。
ほとんどの種が単独性だが、小さな群れを作る種もいる。警戒心が強いため、研究が難しい。縄張りは3ヘクタールにも及ぶ。 壊胎は50日以上続くが、種によって多少異なる。

## 分類

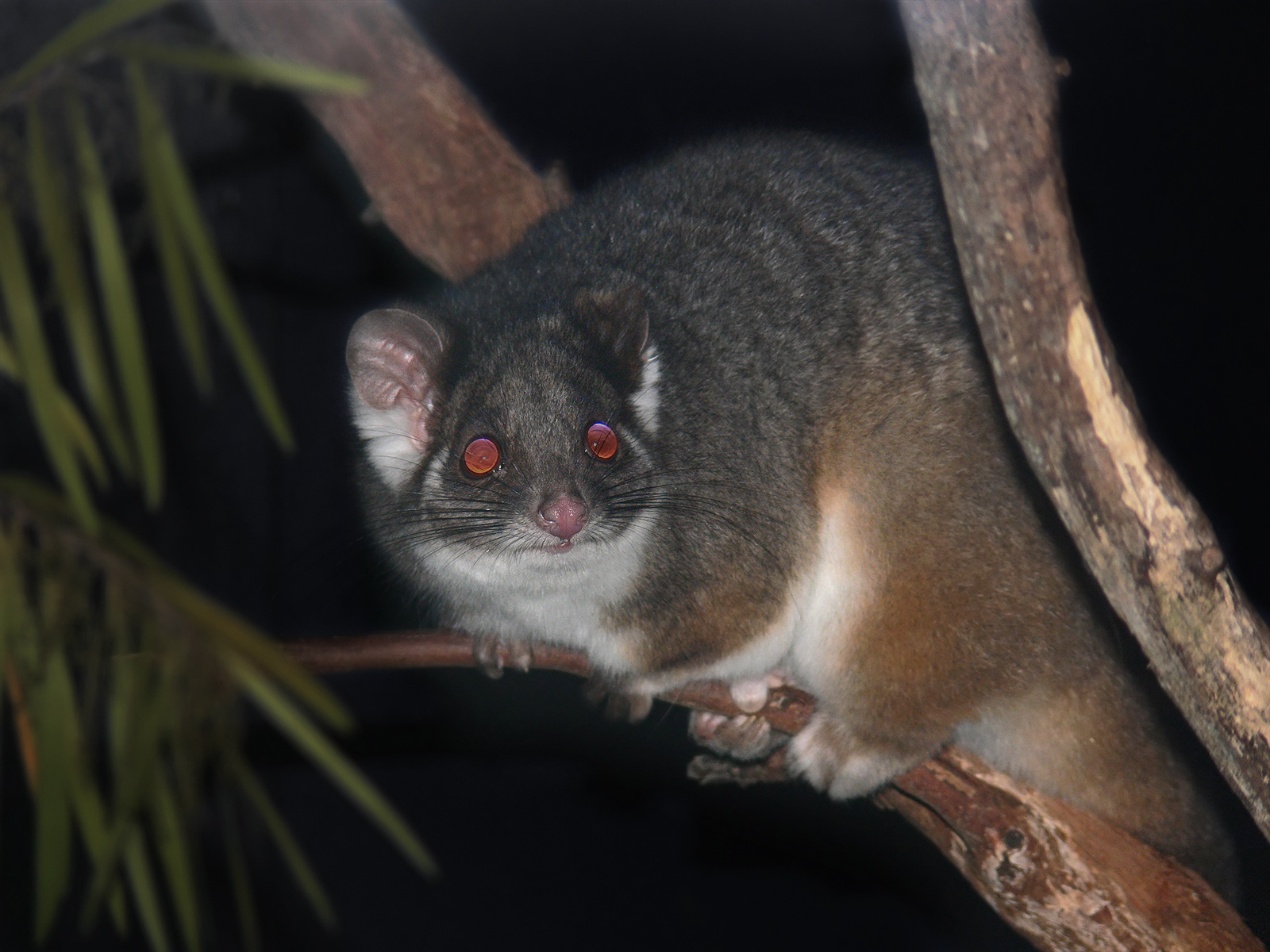
ハイイロリングテイル

以下のリストは現生種はWilson & Reeder's Mammal Species of the World 第3版 (2005)による。（Mammal Diversity Database と IUCN による変更部分を除く。）和名は川田ほか (2018)による。
- †Pildra
- †Paljara
- †Marlu
- †Pseudokoala
- トビリングテイル亜科 Hemibelideinae
  - トビリングテイル属 Hemibelideus
    - トビリングテイル Hemibelideus lemuroides

  - フクロムササビ属 Petauroides
    - フクロムササビ Petauroides volans
- リングテイル亜科 Pseudocheirinae
  - イワリングテイル属 Petropseudes
    - イワリングテイル Petropseudes dahli

  - ハイイロリングテイル属 Pseudocheirus
    - ハイイロリングテイル Pseudocheirus peregrinus
    - Pseudocheirus occidentalis

  - リングテイル属 Pseudochirulus
    - キンイロリングテイル Pseudochirulus canescens
    - オジロリングテイル Pseudochirulus caroli
    - ハイショクリングテイル Pseudochirulus cinereus
    - フサミミリングテイル Pseudochirulus forbesi
    - コゲチャリングテイル Pseudochirulus herbertensis
    - マスクリングテイル Pseudochirulus larvatus
    - コビトリングテイル Pseudochirulus mayeri
    - シュレーゲルリングテイル Pseudochirulus schlegeli
- セスジリングテイル亜科 Pseudochiropsinae
  - セスジリングテイル属 Pseudochirops
    - セスジリングテイル Pseudochirops albertisii
    - キミドリリングテイル Pseudochirops archeri
    - ギンスジリングテイル Pseudochirops corinnae
    - カンムリリングテイル Pseudochirops coronatus
    - クロアシリングテイル Pseudochirops cupreus
    - †Pseudochirops winteri